# Finsk-ugriske sprog
De finsk-ugriske sprog er en gren af den uralske sprogfamilie.
Den omfatter to underfamilier, de ugriske sprog og de finsk-permiske sprog. Kun i tre lande er finsk-ugriske sprog officielle: finsk i Finland, estisk i Estland og ungarsk i Ungarn. Samtidig var der dog i Sovjetunionen flere såkaldt "autonome socialistiske sovjetrepublikker" (ASSR), hvor finsk-ugriske sprog spillede en betydningsfuld rolle – trods kritik gående ud på de oprindelige kulturers nedbrydelse.
De finsk-ugriske sprog udgør en bestemt begrænset sproggruppe, der fra ældgammel tid  har haft sit hjem og udbredelse i Østeuropa, som det synes, mellem Uralbjergene og en linje, der kunne trækkes omtrent fra Volgas nedre løb til op imod Rigabugten eller den Finske Bugt. Adskillige herhen hørende folk er i tidernes løb forsvundne, navnlig opslugte af den mægtigere russiske nationalitet, og andre af dem synes at gå den samme skæbne i møde. At der er grundslægtskab mellem denne sprogæt og de på selvstændig vis udviklede samojediske sprog, må nu anses som bevist. Hvorvidt derimod alle disse, de uralske sprog, således som man tidligere har antaget, atter hører sammen med de altaiske sprog, det vil sige de tyrkiske, mongolske og tungusiske, til en større enhed, en "ural-aitaisk" sprogfamilie, må fra en moderne sprogvidenskabs standpunkt betegnes som usikkert, i hvert tilfælde endnu ubevist. Mere synes måske det urslægtskab som visse andre forskere har antaget mellem de finsk-ugriske og de indo-europæiske sprog, at kunne have for sig. Derimod er der gennem lån berøringspunkter med disse sidste, der er egnede til at kaste vigtigt lys over de finsk-ugriske sprogs historie, men af hvilke de ældste og mest udbredte lag f.eks. (bortset fra muligheden af lån fra det indo-europæiske grundsprog) de iranske låneord, indkomne fra de iranske stammers sprog, der i oldtiden taltes i det nuværende sydlige dele af Rusland og Ukraine ("skyther", sarmater og andre), endnu ikke er udtømmende undersøgte.
Til de finsk-ugriske sprog hører:
ugrisk
- ungarsk
  - ungarsk
- ob-ugrisk
  - khanty forældet: ostjakisk
  - mansij forældet: vogulsk

finsk-permisk
- permisk
  - syrjænsk eller komi (herunder dialekten permjakisk)
  - udmurtisk eller votjakisk
- volgaisk (volgafinsk)
  - tjeremissisk eller mari
  - mordvinsk (herunder dialekterne erza og moksha)
  - uddøde volgaiske sprog med uklar gruppering
    - merja
    - mesjtjerisk
    - muroma

  - finsk-samisk forældet: finsk-lappisk
    - samisk
      - vestsamisk
        - sydsamisk
        - (†) umesamisk
        - lulesamisk
        - (†) pitesamisk
        - nordsamisk

      - østsamisk
        - † kemisamisk
        - enaresamisk
        - † akkalasamisk
        - kildinsamisk
        - skoltsamisk
        - (†) tersamisk

    - østersøfinsk
      - nordlige sprog
        - finsk – (herunder dialekterne meänkieli (dansk: tornedalsfinsk), kvensk (i Nordnorge) og (†) ingrisk)
        - karelsk (herunder olonetsisk)
        - lydisk
        - vepsisk

      - sydlige sprog
        - estisk
        - sydestisk – (herunder dialekterne Võro og Seto)
        - votisk (vatlandsk)
        - (†) livisk (livlandsk)

(†) = næsten uddødt sprog/dialekt
† = uddødt sprog/dialekt